# 大八化学工業
大八化学工業株式会社（だいはちかがくこうぎょう、DAIHACHI　CHEMICAL INDUSTRY CO., LTD. ）は、大阪市中央区に本社を置く、難燃剤、可塑剤などを製造する化学メーカーである。

## 概要
主にエンジニアリングプラスチックやポリウレタン用の難燃剤、塩化ビニルや塩化ビニリデン用の可塑剤の製造を行っている。特に非ハロゲン系のリン系難燃剤は世界トップシェアを誇る。また、日本で初めてフタル酸エステル、リン酸エステル系の可塑剤を製造した企業でもある。
大八化学工業という社名は、大正八年に創業したことに因んでいる。

## 沿革
- 1919年 - 大八商店として創業。
- 1924年 - 酢酸および酢酸エステル溶剤の製造に着手。布施工場開設。
- 1935年 - フタル酸エステル系、リン酸エステル系可塑剤の製造開始。
- 1937年 - 株式会社大八化学工業所が設立。
- 1963年 - 大阪府寝屋川市に寝屋川工場を開設。
- 1970年 - 難燃剤、金属抽出剤の製造開始。
- 1975年 - 愛知県半田市に半田工場を開設。
- 1991年 - 大八化学工業株式会社へ改称。
- 1993年 - 福井県福井市のテクノポート福井内に福井工場を開設
- 1999年 - 布施工場を閉鎖。
- 2000年 - シンガポールに「ダイハチケミカル シンガポール」を開設。
- 2005年 - 中国の常熟に、大八化工（常熟）有限公司を設立。工場操業開始
- 2011年 - 東大阪市の布施工場跡地に、大阪技術開発センターを開設。

## 事業所
- 本社（大阪市中央区）
- 東京支店（東京都中央区）
- 大阪技術開発センター（大阪府東大阪市）
- 寝屋川工場（大阪府寝屋川市）
- 半田工場（愛知県半田市）
- 福井工場（福井県福井市）